# UFC 317
UFC 317: Topuria vs. Oliveira — турнир по смешанным единоборствам, организованный Ultimate Fighting Championship, который был проведён 28 июня 2025 года на спортивной арене «T-Mobile Arena» в городе Парадайс (часть города-мегаполиса Лас-Вегас), штат Невада, США

## Подготовка турнира
Мероприятие пройдет во время ежегодной международной бойцовской недели UFC. Также ожидается, что в течение недели перед турниром состоится ежегодная церемония включения в Зал славы UFC.

### Главные события турнира
В качестве заглавного события турнира запланирован бой за вакантный титул чемпиона UFC в легком весе, в котором встретятся бывший чемпион UFC в полулегком весе испанский боец грузинского происхождения Илия Топурия (#3 в рейтинге полулёгкого веса) и бывший чемпион UFC в лёгком весе бразилец Шарлис Оливейра (#2 в рейтинге). Ранее текущий чемпион лёгкого дивизиона россиянин Ислам Махачев освободил титул, чтобы подняться в весе и сразиться за чемпионство в полусреднем весе. Одновременно с этим Топурия освободил свой титул чемпиона в полулёгком весе в апреле, чтобы перейти в легкий вес. Арман Царукян (который ранее должен был сразиться за титул на UFC 311, но снялся за день до события из-за травмы) ожидается как потенциальная замена на этот бой.
| Заглавное событие - Лёгкий вес - Бой за титул чемпиона | Заглавное событие - Лёгкий вес - Бой за титул чемпиона | Заглавное событие - Лёгкий вес - Бой за титул чемпиона |
| --- | --- | ------------------------------------------------------ |
| Илия Топурия | | Шарлис Оливерйа                                        |
| ილია თოფურია / ILIA TOPURIA «El Matador» (Матадор) '2'8 лет (21.01.1997) Рост 170 см, размах рук 175 см, вес 65,8 кг Гражданство: / Происхождение: Место рождения: Халле, Северный Рейн-Вестфалия, Германия Представляет: Аликанте, Валенсия, Испания «Climent Club» Дебют в UFC - 10.10.2020 (с рекордом 8-0) Бонусы «Fight of the Night» (1) / «Perfomance of the Night» (4) Претендент на титул чемпиона UFC в лёгком весе Бывший чемпион UFC в полулёгком весе (02.2024-04.2025, защиты 1/1) Чемпион Cage Warriors в легчайшем весе (2018) Чемпион Mix Fight в полулёгком весе 2016) | CHARLES OLIVEIRA DA SILVA «Do Bronx» (Родом из Бронкса) 35 лет (17.10.1989) Рост 178 см, размах рук 188 см, вес 70,6 кг Гражданство: Происхождение: Место рождения: Гуаружа, Сан-Паулу, Бразилия Представляет: Сан-Паулу, Сан-Паулу, Бразилия «Chute Boxe Academy» Дебют в UFC - 01.08.2010 (с рекордом 12-0) Бонусы «Fight of the Night» (4) / «Perfomance of the Night» (13) / «Submission of the Night» (3) Претендент на титул чемпиона UFC в лёгком весе Бывший претендент на титул чемпиона UFC в лёгком весе (2022, дважды) Бывший чемпион UFC в лёгком весе (05.2021-05.2022, защиты 1/1) |                                                        |
| Последние бои: 26.10.2024, Макс Холлоуэй (#2), KO3 17.02.2024, Александр Волкановски (ч), KO2 24.06.2023, Джош Эмметт (#5), UDEC 10.12.2022, Брайс Митчелл (#9), SUB2 19.03.2022, Джай Герберт, KO2 | Последние бои: UDEC, Майкл Чендлер (#7), 16.11.2024 SDEC, Арман Царукян (#4), 13.04.2024 TKO1, Бенеил Дариюш (#4), 10.06.2023 SUB2, Ислам Махачев (#4), 22.10.2022 SUB1, Джастин Гейджи (#1), 07.05.2022 |                                                        |

В качестве соглавного события турнира запланирован бой за титул чемпиона UFC в наилегчайшем весе, в котором встретятся действующий обладатель титула бразилец Алешандри Пантожа и бывший претендент на титул временного чемпиона UFC в наилегчайшем весе новозеландец Кай Кара-Франс (#4 в рейтинге). Изначально ходили слухи, что этот поединок может состояться на UFC 314 или UFC 316, однако официально на эти турниры бой не был организован. Ранее бойцы уже встречались друг с другом в ноябре 2016 года в четвертьфинальном поединке в рамках 24-го сезона шоу The Ultimate Fighter: Тогда Пантожа выиграл бой единогласным решением судей.
| Соглавное событие - Наилегчайший вес - Бой за титул чемпиона | Соглавное событие - Наилегчайший вес - Бой за титул чемпиона | Соглавное событие - Наилегчайший вес - Бой за титул чемпиона |
| --- | --- | ------------------------------------------------------------ |
| Алешандри Пантожа | | Кай Кара-Франс                                               |
| ALEXSANDRE PANTOJA PASSIDOMO «The Cannibal» (Людоед) 34 года (16.04.1990) Рост 166 см, размах рук 173 см, вес 56,5 кг Гражданство: Происхождение: Место рождения: Арраял-ду-Кабу, Рио-де-Жанейро, Бразилия Представляет: Арраял-ду-Кабу, Рио-де-Жанейро, Бразилия «American Top Team» Дебют в UFC — 28.01.2017 (с рекордом 16-2) Бонусы "Fight of the Night" (2) / "Performance of the Night" (4) Действующий чемпион UFC в наилегчайшем весе (07.2023-н.в., защиты 3/3) Участник The Ultimate Fighter 24 (2016) Чемпион Resurrection Fighting Alliance в наилегчайшем весе (2014-15) | KAIWHARE KARA-FRANCE «Don`t Blink» (Не моргай) 32 года (26.03.1993) Рост 163 см, размах рук 178 см, вес 56,7 кг Гражданство: Происхождение: Место рождения: Окленд, Новая Зеландия Представляет: Окленд, Новая Зеландия «City Kickboxing» Дебют в UFC — 01.12.2018 (с рекордом 17-7) Бонусы «Fight of the Night» (3) / «Perfomance of the Night» (3) Претендент на титул чемпиона UFC в наилегчайшем весе Бывший претендент на титул временного чемпиона UFC в наилегчайшем весе (2022) Чемпион K-OZ Entertainment в наилегчайшем весе (2015) |                                                              |
| Последние бои: 07.12.2024, Кай Асакура, SUB2 04.05.2024, Стив Эрцег (#10), UDEC 16.12.2023, Брэндон Ройвал (#4), UDEC 08.07.2023, Брэндон Морено (ч), UDEC 30.07.2022, Алекс Перес (#6), SUB1 | Последние бои: TKO1, Стив Эрцег (#7), 17.08.2024 SDEC, Амир Альбази (#7), 03.06.2023 TKO3, Брэндон Морено (#1), 30.07.2022 UDEC, Аскар Аскаров (#2), 26.03.2022 TKO1, Коди Гарбрандт (#78), 11.12.2021 |                                                              |

### Изменения карда турнира
При подготовке турнира были также анонсированы, но впоследствии отменены следующие поединки:
- Претендентский бой в наилегчайшем весе между топами дивизиона - Брэндоном Ройвалом (#1 в рейтинге) и Манэлом Капе (#6 в рейтинге).[10] Ранее они должны были возглавить турнир UFC Fight Night 253, который проходил 1 марта 2025 года, но тогда Ройвал снялся из-за травмы.[11] В свою очередь, 9 июня стало известно, что Капе получил перелом ноги на тренировке и снялся с боя. Его заменил Джошуа Ван (#10 рейтинга).[12]
- Бой в тяжёлом весе, в котором должны были встретиться Жоната Динис и Джастин Тафа.[13] Тафа снялся с боя по неизвестной причине и его заменил дебютант организации Олвин Хайнес.[14]
- Бой в среднем весе, в котором должны были встретиться бывший претендент на титул чемпиона UFC в среднем весе бразилец Паулу Коста (#12 рейтинга) и россиянин Роман Копылов (#14 рейтинга).[15] По неизвестной причине бой был перенесён в кард турнира UFC 318.[16]
- Бой в среднем весе, объявленный всего за неделю до проведения турнира, в котором должны были встретиться Седрик Дюма и новичок организации Джексон Маквей.[17] Однако уже через три дня Дюма был снят с поединка по неизвестной причине и заменён на ещё одного дебютанта Кристофера Эверта.[17] Эверт не смог сделать вес ко дню взвешивания (его вес превышал лимит более чем на 10 фунтов) и бой был отменён.[18]

### Анонсированные бои
| Бой | Весовая категория     | Участники боёв и их статистика перед боем (рекорд ММА / рекорд UFC ) | Участники боёв и их статистика перед боем (рекорд ММА / рекорд UFC ) | Участники боёв и их статистика перед боем (рекорд ММА / рекорд UFC ) | Участники боёв и их статистика перед боем (рекорд ММА / рекорд UFC ) | Участники боёв и их статистика перед боем (рекорд ММА / рекорд UFC ) | Участники боёв и их статистика перед боем (рекорд ММА / рекорд UFC ) | Участники боёв и их статистика перед боем (рекорд ММА / рекорд UFC ) | Участники боёв и их статистика перед боем (рекорд ММА / рекорд UFC ) | Участники боёв и их статистика перед боем (рекорд ММА / рекорд UFC ) | Участники боёв и их статистика перед боем (рекорд ММА / рекорд UFC ) | Участники боёв и их статистика перед боем (рекорд ММА / рекорд UFC ) | Участники боёв и их статистика перед боем (рекорд ММА / рекорд UFC ) |
| |                       | Главный кард (Main Card, PPV)                                        |                                                                      |                                                                      |                                                                      |                                                                      |                                                                      |                                                                      |                                                                      |                                                                      |                                                                      |                                                                      |                                                                      |
| 1 | Лёгкий вес            | Илия Топурия Ilia «El Matador» Topuria                               | #3* ехЧ*                                                             | 16-0                                                                 | 8-0                                                                  | +16                                                                  | vs.                                                                  | Шарлис Оливейра Charles «do Bronxs» Oliveira                         | #2 еxЧ                                                               | 35-10 (1)                                                            | 23-10 (1)                                                            | +1                                                                   | [ 3 ]                                                                |
| 2 | Наилегчайший вес      | Алешандри Пантожа Alexandre «The Cannibal» Pantoja                   | Ч TUF                                                                | 29-5                                                                 | 13-3                                                                 | +7                                                                   | vs.                                                                  | Кай Кара-Франс Kai «Don't Blink» Kara-France                         | #4 (2) exПВ, TUF                                                     | 25-11 (1)                                                            | 8-4                                                                  | +1                                                                   | [ 7 ]                                                                |
| 3 | Наилегчайший вес      | Брэндон Ройвал Brandon «Raw Dawg» Royval                             | #1 exП                                                               | 17-7                                                                 | 7-3                                                                  | +2                                                                   | vs.                                                                  | Джошуа Ван▲ Joshua «The Fearless» Van                                | #12                                                                  | 14-2                                                                 | 7-1                                                                  | +4                                                                   | [ 19 ]                                                               |
| 4 | Лёгкий вес            | Бенеил Дариюш Beneil Dariush                                         | #9 (3)                                                               | 22-6-1                                                               | 16-6                                                                 | -2                                                                   | vs.                                                                  | Ренату Карнейру Renato «Money» Moicano                               | #11 (4) exП                                                          | 20-6-1                                                               | 12-6                                                                 | -1                                                                   | [ 20 ]                                                               |
| 5 | Легчайший вес         | Пэйтон Тэлботт Payton Talbott                                        | CS                                                                   | 9-1                                                                  | 3-1                                                                  | -1                                                                   | vs.                                                                  | Фелипе Лима Felipe «Jungle Boy» Lima                                 |                                                                      | 14-1                                                                 | 2-0                                                                  | +14                                                                  | [ 21 ]                                                               |
| |                       | Предварительный кард (Prelims, ESPN/ESPN+/Disney+)                   |                                                                      |                                                                      |                                                                      |                                                                      |                                                                      |                                                                      |                                                                      |                                                                      |                                                                      |                                                                      |                                                                      |
| 6 | Средний вес           | Джек Херманссон Jack «The Joker» Hermansson                          | exT(4)                                                               | 24-8                                                                 | 11-6                                                                 | +1                                                                   | vs.                                                                  | Грегори Родригес Gregory «Robocop» Rodrigues                         | CS                                                                   | 16-6                                                                 | 7-3                                                                  | -1                                                                   | [ 22 ]                                                               |
| 7 | Полулёгкий вес        | Хайдер Амиль Hyder «The Hurricane» Amil                              | CS                                                                   | 11-0                                                                 | 3-0                                                                  | +11                                                                  | vs.                                                                  | Хосе Дельгадо Jose Delgado                                           | CS                                                                   | 9-1                                                                  | 1-0                                                                  | +6                                                                   | [ 23 ]                                                               |
| 8 | Жен. наилегчайший вес | Вивиани Араужу Viviane «Vivi» Araujo                                 | #8 (5)                                                               | 13-6                                                                 | 7-5                                                                  | +1                                                                   | vs.                                                                  | Трейси Кортес Tracy Cortez                                           | #10 CS                                                               | 11-2                                                                 | 5-1                                                                  | -1                                                                   | [ 24 ]                                                               |
| 9 | Лёгкий вес            | Террэнс Маккинни Terrance «T.Wrecks» McKinney                        | CS                                                                   | 16-7                                                                 | 6-4                                                                  | +1                                                                   | vs.                                                                  | Вячеслав Борщёв Viacheslav «Slava Claus» Borshchev                   | CS                                                                   | 8-5-1                                                                | 3-4-1                                                                | -1                                                                   | [ 25 ]                                                               |
| |                       | Ранний предварительный кард (Early Prelims, ESPN+/Disney+)           |                                                                      |                                                                      |                                                                      |                                                                      |                                                                      |                                                                      |                                                                      |                                                                      |                                                                      |                                                                      |                                                                      |
| 10 | Полусредний вес       | Нико Прайс Niko «The Hybrid» Price                                   |                                                                      | 16-8 (2)                                                             | 8-8 (2)                                                              | -1                                                                   | vs.                                                                  | Джейкоб Смит Jacobe «Cobe» Smith                                     | CS                                                                   | 10-0                                                                 | 1-0                                                                  | +10                                                                  | [ 26 ]                                                               |
| 11 | Тяжёлый вес           | Жоната Динис Jhonata Diniz                                           | exT(15) CS                                                           | 8-1                                                                  | 2-1                                                                  | -1                                                                   | vs.                                                                  | Элвин Хайнес▲ Alvin «Goozie» Hines                                   | д                                                                    | 7-0                                                                  | -                                                                    | +7                                                                   | [ 27 ]                                                               |
| | Средний вес           | Кристофер Эверт▲▼ Christopher «El Tanke» Ewert                       | д                                                                    | 7-0                                                                  | -                                                                    | +7                                                                   | vs.                                                                  | Джексон Маквей Jackson «The Moose» McVey                             | д                                                                    | 6-0                                                                  | -                                                                    | +6                                                                   | [ 28 ]                                                               |
| |                       | Отменённые бои                                                       |                                                                      |                                                                      |                                                                      |                                                                      |                                                                      |                                                                      |                                                                      |                                                                      |                                                                      |                                                                      |                                                                      |
| | Наилегчайший вес      | Брэндон Ройвал (Brandon Royval)                                      | #1, exП                                                              | 17-7                                                                 | 7-3                                                                  | +2                                                                   | vs.                                                                  | Манэл Капе (Manel Kape)▼                                             | #6                                                                   | 21-7                                                                 | 6-3                                                                  | +2                                                                   | [ 29 ]                                                               |
| | Тяжёлый вес           | Жоната Динис (Jhonata Diniz)                                         | exT(15), CS                                                          | 8-1                                                                  | 2-1                                                                  | -1                                                                   | vs.                                                                  | Джастин Тафа (Justin Tafa)▼                                          |                                                                      | 7-5 (1)                                                              | 4-5 (1)                                                              | -2                                                                   | [ 30 ]                                                               |
| | Средний вес           | Паулу Коста (Paulo Costa)                                            | #12 (2), exП, TUF                                                    | 14-4                                                                 | 6-4                                                                  | -2                                                                   | vs.                                                                  | Роман Копылов (Roman Kopylov)                                        | #14                                                                  | 14-3                                                                 | 6-3                                                                  | +2                                                                   | [ 31 ]                                                               |
| | Средний вес           | Седрик Дюма (Sedriques Dumas)▼                                       | CS                                                                   | 10-3                                                                 | 3-3                                                                  | -1                                                                   | vs.                                                                  | Джексон Маквей (Jackson McVey)                                       | д                                                                    | 6-0                                                                  | -                                                                    | +6                                                                   | [ 32 ]                                                               |
| Условные обозначения: #5 (1) — текущее (лучшее) место бойца в рейтинге, exЧ(В) — бывший чемпион (временный), exП(В) — бывший претендент на титул чемпиона (временного), exТ(3) — боец входил в рейтинг Топ-15 (лучшее место в рейтинге), д — дебютант, CS — боец участвовал в Претендентской серии Дэйны Уайта, R2U — боец участвовал в шоу Road To UFC, TUF — боец участвовал в шоу The Ultimate Fighter, TUFW — боец являлся победителем The Ultimate Fighter, WEC/SF — боец выступал в WEC или Strikeforce до объединения этих организаций с UFC. |                       |                                                                      |                                                                      |                                                                      |                                                                      |                                                                      |                                                                      |                                                                      |                                                                      |                                                                      |                                                                      |                                                                      |                                                                      |
| Примечания: [*] Илия Топурия является бывшим чемпионом и актуальным #3 в рейтинге полулёгкого веса. |                       |                                                                      |                                                                      |                                                                      |                                                                      |                                                                      |                                                                      |                                                                      |                                                                      |                                                                      |                                                                      |                                                                      |                                                                      |

## Церемония взвешивания
Результаты официальной церемонии взвешивания бойцов перед турниром.
| Весовая категория и допустимый лимит в фунтах | Весовая категория и допустимый лимит в фунтах | Участники боёв и их вес в фунтах | Участники боёв и их вес в фунтах | Участники боёв и их вес в фунтах | Участники боёв и их вес в фунтах |
| --------------------------------------------- | --------------------------------------------- | -------------------------------- | -------------------------------- | -------------------------------- | -------------------------------- |
| Лёгкий вес (титульный бой)                    | 155                                           | Илия Топурия                     | 155                              | Шарлис Оливейра                  | 154,5                            |
| Наилегчайший вес (титульный бой)              | 125                                           | Алешандри Пантожа                | 125                              | Кай Кара-Франс                   | 125                              |
| Наилегчайший вес                              | 125 (+1)                                      | Брэндон Ройвал                   | 125,5                            | Джошуа Ван                       | 125,5                            |
| Лёгкий вес                                    | 155 (+1)                                      | Бенеил Дариюш                    | 156                              | Ренату Карнейру                  | 156                              |
| Легчайший вес                                 | 135 (+1)                                      | Пэйтон Тэлботт                   | 136                              | Фелипе Лима                      | 135,5                            |
| Средний вес                                   | 185 (+1)                                      | Джек Херманссон                  | 185,5                            | Грегори Родригес                 | 186                              |
| Полулёгкий вес                                | 145 (+1)                                      | Хайдер Амиль                     | 145,5                            | Хосе Дельгадо                    | 145,5                            |
| Наилегчайший вес (женщины)                    | 125 (+1)                                      | Вивиани Араужу                   | 125,5                            | Трейси Кортес                    | 126                              |
| Лёгкий вес                                    | 155 (+1)                                      | Террэнс Маккинни                 | 156                              | Вячеслав Борщёв                  | 155                              |
| Полусредний вес                               | 170 (+1)                                      | Нико Прайс                       | 170,5                            | Джейкоб Смит                     | 170,5                            |
| Тяжёлый вес                                   | 265 (+1)                                      | Жоната Динис                     | 257,5                            | Элвин Хайнес                     | 259,5                            |
| Средний вес                                   | 185 (+1)                                      | Кристофер Эверт                  | **                               | Джексон Маквей                   | 185                              |
| Лёгкий вес (титульный бой)                    | 155                                           | Арман Царукян                    | 155                              | Резервный боец                   | Резервный боец                   |

[**] Кристофер Эвер не вышел на процедуру взвешивания из-за проблем со сгонкой веса, его поединок с Джексоном Маквеем отменён.
Все бойцы показали вес в лимитах своих весовых категорий.

## Результаты турнира
В главном бою вечера Илия Топурия победил Шарлиса Оливейру нокаутом в 1-м раунде и завоевал вакантный титул чемпиона UFC в лёгком весе.
В соглавном бою Алешандри Пантожа победил Кая Кара-Франса удушающим приёмом в 3-м раунде и защитил титул чемпиона UFC в наилегчайшем весе.
| Бой    | Весовая категория     | Результат боя               | Результат боя     | Результат боя | Результат боя | Результат боя | Результат боя   | Результат боя | Способ победы                              | Раунд | Время | Рефери в ринге |
|        |                       | Главный кард                |                   |               |               |               |                 |               |                                            |       |       |                |
| Бой 11 | Лёгкий вес            |                             | Илия Топурия      | #3*           | поб.          |               | Чарльз Оливейра | #2            | Нокаут (комбинация хуков с обеих рук)      | 1     | 2:27  | Марк Годдард   |
| Бой 10 | Наилегчайший вес      |                             | Алешандри Пантожа | Ч             | поб.          |               | Кай Кара-Франс  | #4            | Сдача, удушающий приём (удушение сзади)    | 3     | 1:55  | Херб Дин       |
| Бой 9  | Наилегчайший вес      |                             | Джошуа Ван        | #12           | поб.          |               | Брэндон Ройвал  | #1            | Единогласное решение (29–28, 29–28, 30–27) | 3     | 5:00  | Джейсон Херцог |
| Бой 8  | Лёгкий вес            |                             | Бенеил Дариюш     | #9            | поб.          |               | Ренату Карнейру | #11           | Единогласное решение (29–28, 29–28, 29–28) | 3     | 5:00  | Марк Смит      |
| Бой 7  | Легчайший вес         |                             | Пэйтон Тэлботт    |               | поб.          |               | Фелипе Лима     |               | Единогласное решение (29–28, 29–28, 29–28) | 3     | 5:00  | Крис Тоньони   |
|        |                       | Предварительный кард        |                   |               |               |               |                 |               |                                            |       |       |                |
| Бой 6  | Средний вес           |                             | Грегори Родригес  |               | поб.          |               | Джек Херманссон |               | Нокаут (хук слева)                         | 1     | 4:21  | Херб Дин       |
| Бой 5  | Полулёгкий вес        |                             | Хосе Дельгадо     |               | поб.          |               | Хайдер Амиль    |               | Нокаут (удар коленом в голову и добивание) | 1     | 0:26  | Марк Годдард   |
| Бой 4  | Жен. наилегчайший вес |                             | Трейси Кортес     | #10           | поб.          |               | Вивиани Араужу  | #8            | Единогласное решение (30–27, 30–27, 30–27) | 3     | 5:00  | Джейсон Херцог |
| Бой 3  | Лёгкий вес            |                             | Террэнс Маккинни  |               | поб.          |               | Вячеслав Борщёв |               | Сдача, удушающий приём (гильотина)         | 1     | 0:55  | Крис Тоньони   |
|        |                       | Ранний предварительный кард |                   |               |               |               |                 |               |                                            |       |       |                |
| Бой 2  | Полусредний вес       |                             | Джейкоб Смит      |               | поб.          |               | Нико Прайс      |               | Сдача, удушающий приём (удушение сзади)    | 2     | 4:03  | Марк Смит      |
| Бой 1  | Тяжёлый вес           |                             | Жоната Динис      |               | поб.          |               | Элвин Хайнес    | д             | Единогласное решение (29–28, 29–28, 29–28) | 3     | 5:00  | Херб Дин       |

Официальные судейские карточки турнира.

## Награды
Следующие бойцы были удостоены денежного бонуса в размере $50,000:
- Лучший бой вечера: Джошуа Ван — Брэндон Ройвал
- Выступление вечера: Илия Топурия и Грегори Родригес